# 普耶莱维涅
普耶莱维涅（法語：Pouilley-les-Vignes，法語發音：[pujɛ le viɲ]）是法国杜省的一个市镇，位于该省西北部，属于贝桑松区。

## 地理
普耶莱维涅（47°15'25"N, 5°56'9"E）面积9.34 平方千米，位于法国勃艮第-弗朗什-孔泰大區杜省，该省份为法国东部内陆省份，北起上索恩省，西接汝拉省，东部及东南部与瑞士接壤，东北部与贝尔福地区省接壤。
与普耶莱维涅接壤的市镇（或旧市镇、城区）包括：莱索克松、贝桑松、尚旺莱穆兰、绍塞讷、米斯雷萨利讷、努瓦龙特、珀卢塞、皮雷、塞尔莱萨潘。

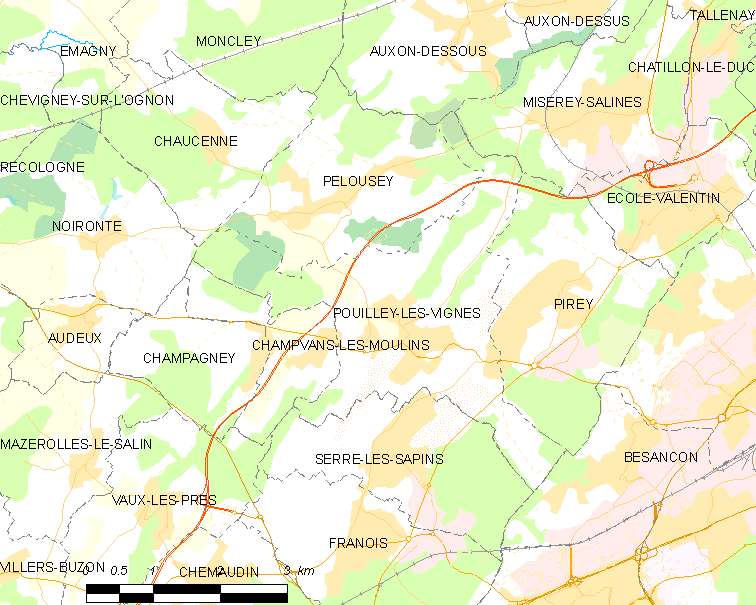
普耶莱维涅的OSM定位图

普耶莱维涅的时区为UTC+01:00、UTC+02:00（夏令时）。

## 行政
普耶莱维涅的邮政编码为25115，INSEE市镇编码为25467。

## 政治
普耶莱维涅所属的省级选区为贝桑松第二县。

## 人口

1962-2008年间普耶莱维涅人口变化图示

普耶莱维涅于2022年1月1日时的人口数量为2162人。